# Exánthia
Exánthia (Ano Exantheia, Ano Eksantheia, Ano Exanthia, Eksanthia, Exantheia) är en ort i Grekland.   Den ligger i prefekturen Lefkas och regionen Joniska öarna, i den västra delen av landet, 280 km väster om huvudstaden Aten. Exánthia ligger 850 meter över havet och antalet invånare är 170. Den ligger på ön Lefkas.
Terrängen runt Exánthia är varierad. Havet är nära Exánthia åt nordväst. Runt Exánthia är det ganska glesbefolkat, med 39 invånare per kvadratkilometer. Närmaste större samhälle är Lefkáda, 11,0 km nordost om Exánthia. 